# My Father
Pour plus de détails, voir Fiche technique et Distribution.
My Father (마이 파더) est un film sud-coréen réalisé par Hwang Dong-hyeok, sorti en 2007.

## Synopsis
Un soldat américain va en Corée du Sud dans l'espoir de retrouver son père biologique, qui est en prison.

## Fiche technique
- Titre : My Father
- Titre original : 마이 파더
- Réalisation : Hwang Dong-hyeok
- Scénario : Hwang Dong-hyeok
- Photographie : Peter Mishara
- Montage : Lee Sang-min et Hahm Sung-won
- Production : Benito Mueller,Christina Piovesan (en) et David Shin
- Société de production : A Common Thread et Lotte Entertainment
- Pays :  Corée du Sud
- Genre : Drame
- Durée : 107 minutes
- Dates de sortie : 
  -  Corée du Sud : 6 septembre 2007

## Distribution
- Kim Yeong-cheol : Hwang Nam-cheol
- Daniel Henney : James Parker
- Ahn Suk-hwan (en) : Jang Min-ho
- Richard Riehle : John Parker
- Ilene Graff :  Nancy Parker
- Kim In-kwon (en) : Shin Yo-seob
- Choi Jong-ryul : Moon Shin-bu
- Jeon Guk-hwan : Kim
- Lee Sang-hee : Park
- Son Jin-hwan : le voleur
- Bae Ho-geun : Hyeon-shik
- Bak Gyeong-geun : Haeng Sang-nam

## Distinctions
Le film a reçu le Grand Bell Award du meilleur espoir masculin pour Daniel Henney.